# FA Vase
The Football Association Challenge Vase je fotbalový turnaj, který pořádá Anglická fotbalová asociace. Turnaj se hraje formou play-off (vyřazovací) na jeden vítězný zápas. Turnaj je určen pro týmy z nižších anglických soutěží.

## Názvy turnaje
- FA Vase (1974–)

## Tabulka finalistů
| † | Zápas rozhodnutý až po prodloužení |

| Sezóna      | Vítěz               | Skóre  | Finalista                | Stadion             |
| ----------- | ------------------- | ------ | ------------------------ | ------------------- |
| 1974/75     | Hoddesdon Town      | 2–1    | Epsom & Ewell            | Wembley Stadium     |
| 1975/76     | Billericay Town     | †1–0 * | Stamford                 | Wembley Stadium     |
| 1976/77     | Billericay Town     | †1–1 * | Sheffield                | Wembley Stadium     |
| 1976/77 (O) | Billericay Town     | 2–1    | Sheffield                | City Ground         |
| 1977/78     | Blue Star           | 2–1    | Barton Rovers            | Wembley Stadium     |
| 1978/79     | Billericay Town     | 4–1    | Almondsbury Greenway     | Wembley Stadium     |
| 1979/80     | Stamford            | 2–0    | Guisborough Town         | Wembley Stadium     |
| 1980/81     | Whickham            | †3–2 * | Willenhall Town          | Wembley Stadium     |
| 1981/82     | Forest Green Rovers | 3–0    | Rainworth Miners Welfare | Wembley Stadium     |
| 1982/83     | VS Rugby            | 1–0    | Halesowen Town           | Wembley Stadium     |
| 1983/84     | Stansted            | 2–0    | Stamford                 | Wembley Stadium     |
| 1984/85     | Halesowen Town      | 3–1    | Fleetwood Town           | Wembley Stadium     |
| 1985/86     | Halesowen Town      | 3–0    | Southall                 | Wembley Stadium     |
| 1986/87     | St Helens Town      | 3–2    | Warrington Town          | Wembley Stadium     |
| 1987/88     | Colne Dynamoes      | †1–0 * | Emley                    | Wembley Stadium     |
| 1988/89     | Tamworth            | †1–1 * | Sudbury Town             | Wembley Stadium     |
| 1988/89 (O) | Tamworth            | 3–0    | Sudbury Town             | London Road         |
| 1989/90     | Yeading             | †0–0 * | Bridlington Town         | Wembley Stadium     |
| 1989/90 (O) | Yeading             | †1–0 * | Bridlington Town         | Elland Road         |
| 1990/91     | Guiseley            | †4–4 * | Gresley Rovers           | Wembley Stadium     |
| 1990/91 (O) | Guiseley            | 3–1    | Gresley Rovers           | Bramall Lane        |
| 1991/92     | Wimborne Town       | 5–3    | Guiseley                 | Wembley Stadium     |
| 1992/93     | Bridlington Town    | 1–0    | Tiverton Town            | Wembley Stadium     |
| 1993/94     | Diss Town           | †2–1 * | Taunton Town             | Wembley Stadium     |
| 1994/95     | Arlesey Town        | 2–1    | Oxford City              | Wembley Stadium     |
| 1995/96     | Brigg Town          | 3–0    | Clitheroe                | Wembley Stadium     |
| 1996/97     | Whitby Town         | 3–0    | North Ferriby United     | Wembley Stadium     |
| 1997/98     | Tiverton Town       | 1–0    | Tow Law Town             | Wembley Stadium     |
| 1998/99     | Tiverton Town       | 1–0    | Bedlington Terriers      | Wembley Stadium     |
| 1999/00     | Deal Town           | 1–0    | Chippenham Town          | Wembley Stadium     |
| 2000/01     | Taunton Town        | 2–1    | Berkhamsted Town         | Villa Park          |
| 2001/02     | Whitley Bay         | †1–0 * | Tiptree United           | Villa Park          |
| 2002/03     | Brigg Town          | 2–1    | Sudbury                  | Boleyn Ground       |
| 2003/04     | Winchester City     | 2–0    | Sudbury                  | St Andrew's         |
| 2004/05     | Didcot Town         | 3–2    | Sudbury                  | White Hart Lane     |
| 2005/06     | Nantwich Town       | 3–1    | Hillingdon Borough       | St Andrew's         |
| 2006/07     | Truro City          | 3–1    | Totton                   | New Wembley Stadium |
| 2007/08     | Kirkham & Wesham    | 2–1    | Lowestoft Town           | New Wembley Stadium |
| 2008/09     | Whitley Bay         | 2–0    | Glossop North End        | New Wembley Stadium |
| 2009/10     | Whitley Bay         | 6–1    | Wroxham                  | New Wembley Stadium |
| 2010/11     | Whitley Bay         | 3–2    | Coalville Town           | New Wembley Stadium |
| 2011/12     | Dunston UTS         | 2–0    | West Auckland Town       | New Wembley Stadium |
| 2012/13     | Spennymoor Town     | 2–1    | Tunbridge Wells          | New Wembley Stadium |
| 2013/14     | Sholing             | 1–0    | West Auckland Town       | New Wembley Stadium |
| 2014/15     | North Shields       | †2–1 * | Glossop North End        | New Wembley Stadium |
| 2015/16     | Morpeth Town        | 4–1    | Hereford                 | New Wembley Stadium |
| 2016/17     | South Shields       | 4–0    | Cleethorpes Town         | New Wembley Stadium |
| 2017/18     | Thatcham Town       | 1–0    | Stockton Town            | New Wembley Stadium |
| 2018/19     | Chertsey Town       | †3–1 * | Cray Valley Paper Mills  | New Wembley Stadium |